# Hopliteccopsis
Hopliteccopsis är ett släkte av fjärilar. Hopliteccopsis ingår i familjen vecklare.
Kladogram enligt Catalogue of Life:
| Hopliteccopsis | \| \| Hopliteccopsis amemorpha \| \| \| \| \| \| Hopliteccopsis crocostoma \| \| \| \| \| \| Hopliteccopsis maura \| \| \| \| |
|                | \| \| Hopliteccopsis amemorpha \| \| \| \| \| \| Hopliteccopsis crocostoma \| \| \| \| \| \| Hopliteccopsis maura \| \| \| \| |
|                | Hopliteccopsis amemorpha |
|                | |
|                | Hopliteccopsis crocostoma |
|                | |
|                | Hopliteccopsis maura |
|                | |